# Campeonato Sub-19 femenino de la AFC de 2004
El Campeonato Sub-19 Femenino de la AFC de 2004 fue la segunda edición del Campeonato Sub-19 de la AFC. Se llevó a cabo del 25 de mayo al 6 de junio de 2004 en Suzhou, China.

## Fase de grupos

### Grupo A
| Equipo  | PJ | PG | PE | PP | GF | GC | Dif. | Pts. |
| ------- | -- | -- | -- | -- | -- | -- | ---- | ---- |
| Japón   | 2  | 2  | 0  | 0  | 28 | 0  | +28  | 6    |
| Vietnam | 2  | 1  | 0  | 1  | 17 | 4  | +13  | 3    |
| Malasia | 2  | 0  | 0  | 2  | 0  | 41 | -41  | 0    |

|  | Vietnam | 17-0 | Malasia |  |  |

|  | Vietnam | 0-4 | Japón |  |  |

|  | Japón | 24-0 | Malasia |  |  |

### Grupo B
| Equipo       | PJ | PG | PE | PP | GF | GC | Dif. | Pts. |
| ------------ | -- | -- | -- | -- | -- | -- | ---- | ---- |
| China Taipéi | 3  | 3  | 0  | 0  | 17 | 0  | +17  | 9    |
| India        | 3  | 2  | 0  | 1  | 4  | 4  | -1   | 6    |
| Hong Kong    | 3  | 1  | 0  | 2  | 3  | 11 | -8   | 3    |
| Singapur     | 3  | 0  | 0  | 3  | 0  | 8  | -8   | 0    |

|  | China Taipéi | 5-0 | Singapur |  |  |

|  | India | 2-1 | Hong Kong |  |  |

|  | Singapur | 0-1 | India |  |  |

|  | Hong Kong | 0-9 | China Taipéi |  |  |

|  | China Taipéi | 3-0 | India |  |  |

|  | Singapur | 0-2 | Hong Kong |  |  |

### Grupo C
| Equipo        | PJ | PG | PE | PP | GF | GC | Dif. | Pts. |
| ------------- | -- | -- | -- | -- | -- | -- | ---- | ---- |
| Corea del Sur | 3  | 3  | 0  | 0  | 13 | 2  | +11  | 9    |
| China         | 3  | 2  | 0  | 1  | 15 | 2  | +13  | 6    |
| Filipinas     | 3  | 1  | 0  | 2  | 4  | 8  | -4   | 3    |
| Guam          | 3  | 0  | 0  | 3  | 0  | 20 | -20  | 0    |

|  | Corea del Sur | 2-1 | China |  |  |

|  | Filipinas | 3-0 | Guam |  |  |

|  | Corea del Sur | 9-0 | Guam |  |  |

|  | Filipinas | 0-6 | China |  |  |

|  | China | 8-0 | Guam |  |  |

|  | Corea del Sur | 2-1 | Filipinas |  |  |

### Grupo D
| Equipo          | PJ | PG | PE | PP | GF | GC | Dif. | Pts. |
| --------------- | -- | -- | -- | -- | -- | -- | ---- | ---- |
| Corea del Norte | 3  | 3  | 0  | 0  | 36 | 0  | +36  | 9    |
| Tailandia       | 3  | 2  | 0  | 1  | 11 | 5  | +6   | 6    |
| Uzbekistán      | 3  | 1  | 0  | 2  | 4  | 19 | -15  | 3    |
| Nepal           | 3  | 0  | 0  | 3  | 2  | 29 | -27  | 0    |

|  | Corea del Norte | 19-0 | Nepal |  |  |

|  | Tailandia | 5-0 | Uzbekistán |  |  |

|  | Nepal | 1-6 | Tailandia |  |  |

|  | Uzbekistán | 0-13 | Corea del Norte |  |  |

|  | Corea del Norte | 4-0 | Tailandia |  |  |

|  | Uzbekistán | 4-1 | Nepal |  |  |

## Fase final

### Soporte
|  | Cuartos de final | Cuartos de final |           |           | Semifinales     | Semifinales  |  |  | Final | Final |
|  |                  |                  |           |           |                 |              |  |  |       |       |
|  |                  |                  |           |           |                 |              |  |  |       |       |
|  |                  |                  |           |           |                 |              |  |  |       |       |
|  | Japón            | 0                |           |           |                 |              |  |  |       |       |
|  | Japón            | 0                |           |           |                 |              |  |  |       |       |
|  | China            | 1                |           |           |                 |              |  |  |       |       |
|  | China            | 1                | China     | 1 (6)     |                 |              |  |  |       |       |
|  |                  |                  | China     | 1 (6)     |                 |              |  |  |       |       |
|  |                  | Corea del Norte  | 1 (5)     |           |                 |              |  |  |       |       |
|  | China Taipéi     | Corea del Norte  | 1 (5)     | 0         |                 |              |  |  |       |       |
|  | China Taipéi     |                  |           | 0         |                 |              |  |  |       |       |
|  | Tailandia        | 3                |           |           |                 |              |  |  |       |       |
|  | Tailandia        | 3                | China     | 0         |                 |              |  |  |       |       |
|  |                  |                  | China     | 0         |                 |              |  |  |       |       |
|  |                  | Corea del Sur    | 3         |           |                 |              |  |  |       |       |
|  | Vietnam          | Corea del Sur    | 3         | 1         |                 |              |  |  |       |       |
|  | Vietnam          |                  |           | 1         |                 |              |  |  |       |       |
|  | Corea del Sur    | 5                |           |           |                 |              |  |  |       |       |
|  | Corea del Sur    | 5                | Tailandia | 0         | Tercer lugar    | Tercer lugar |  |  |       |       |
|  |                  |                  | Tailandia | 0         |                 |              |  |  |       |       |
|  |                  | Corea del Sur    | 3         |           |                 |              |  |  |       |       |
|  | India            | Corea del Sur    | 3         | 0         | Corea del Norte | 4            |  |  |       |       |
|  | India            |                  |           | 0         | Corea del Norte | 4            |  |  |       |       |
|  | Corea del Norte  | 10               |           | Tailandia | 0               |              |  |  |       |       |
|  | Corea del Norte  | 10               |           |           | 0               |              |  |  |       |       |
|  |                  |                  |           |           |                 |              |  |  |       |       |
|  |                  |                  |           |           |                 |              |  |  |       |       |

### Cuartos de final
|  | Japón | 0-1 | China |  |  |

|  | China Taipéi | 0-3 | Tailandia |  |  |

|  | Vietnam | 1-5 | Corea del Sur |  |  |

|  | India | 0-10 | Corea del Norte |  |  |

### Semifinales
|  | China | 1-1 (6-5 p.) | Corea del Norte |  |  |

|  | Tailandia | 0-3 | Corea del Sur |  |  |

### Tercer lugar
|  | Corea del Norte | 4-0 | Tailandia |  |  |

### Final
|  | China | 0-3 | Corea del Sur |  |  |